# Judo-Afrikameisterschaften 2020
Die Judo-Afrikameisterschaften 2020 fanden vom 17. bis 19. Dezember 2020 in Antananarivo, Madagaskar statt. 126 Athleten aus 32 Nationen nahmen daran teil.

## Ergebnisse
(Quelle: judoinside.com)

### Männer
| Gewichtsklasse                 | Gold                 | Silber                   | Bronze                                           |
| ------------------------------ | -------------------- | ------------------------ | ------------------------------------------------ |
| Superleichtgewicht (bis 60 kg) | Fraj Dhouibi         | Issam Bassou             | Alexandre De Barros E Silva Bernadin Tsala Tsala |
| Halbleichtgewicht (bis 66 kg)  | Mohamed Abdelmawgoud | Ahmed Abdelrahman        | Imad Bassou Steven Mungandu                      |
| Leichtgewicht (bis 73 kg)      | Mohamed Mohyeldin    | Ahmed El Meziati         | Aden-Alexandre Houssein Fethi Nourine            |
| Halbmittelgewicht (bis 81 kg)  | Abdelrahman Mohamed  | Mohamed Abdelaal         | Achraf Moutii Fetra Ratsimiziva                  |
| Mittelgewicht (bis 90 kg)      | Hatem Abd el Akher   | Abderrahmane Benamadi    | Rémi Feuillet Ali Hazem                          |
| Halbschwergewicht (bis 100 kg) | Ramadan Darwish      | Koffi Kreme Kobena       | Lwazi Mapitiza Luc Odelin Manongho               |
| Schwergewicht (über 100 kg)    | Mbagnick Ndiaye      | Mohamed Sofiane Belrekaa | Ali Omar Ahmed Wahid                             |

### Frauen
| Gewichtsklasse                 | Gold                             | Silber                   | Bronze                                          |
| ------------------------------ | -------------------------------- | ------------------------ | ----------------------------------------------- |
| Superleichtgewicht (bis 48 kg) | Geronay Whitebooi                | Aziza Chakir             | Signoline Kanyamuneza Priscilla Morand          |
| Halbleichtgewicht (bis 52 kg)  | Taciana Cesar                    | Soumiya Iraoui           | Salimata Fofana Charne Griesel                  |
| Leichtgewicht (bis 57 kg)      | Diassonema Mucungui              | Zouleiha Abzetta Dabonne | Ghofran Khelifi Narindra Rakotovao              |
| Halbmittelgewicht (bis 63 kg)  | Amina Belkadi                    | Soufia Belattar          | Enku Ekuta Helene Wezeu Dombeu                  |
| Mittelgewicht (bis 70 kg)      | Assmaa Niang                     | Ayuk Otay Arrey Sophina  | Anastasiya-Alexandra Nenova Carine Ngarlemdana  |
| Halbschwergewicht (bis 78 kg)  | Marie Branser                    | Sarah Myriam Mazouz      | Kaouthar Ouallal                                |
| Schwergewicht (über 78 kg)     | Hortence Vanessa Mballa Atangana | Sonia Asselah            | Haingoniaina Durianah Ramiandrisoa Monica Sagna |

## Medaillenspiegel
| Platz | Nation                       | Gold | Silber | Bronze | Gesamt |
| ----- | ---------------------------- | ---- | ------ | ------ | ------ |
| 1.    | Ägypten                      | 5    | 2      | 2      | 9      |
| 2.    | Marokko                      | 1    | 5      | 2      | 8      |
| 3.    | Algerien                     | 1    | 3      | 2      | 6      |
| 4.    | Burundi                      | 1    | 2      | 1      | 4      |
| 5.    | Kamerun                      | 1    | 1      | 2      | 4      |
| 6.    | Südafrika                    | 1    | 0      | 3      | 4      |
| 7.    | Senegal                      | 1    | 0      | 1      | 2      |
| 8.    | Tunesien                     | 1    | 0      | 1      | 2      |
| 9.    | Demokratische Republik Kongo | 1    | 0      | 0      | 1      |
| 9.    | Guinea-Bissau                | 1    | 0      | 0      | 1      |
| 11.   | Gabun                        | 0    | 1      | 1      | 2      |
| 12.   | Madagaskar                   | 0    | 0      | 3      | 3      |
| 13.   | Mauritius                    | 0    | 0      | 2      | 2      |
| 14.   | Tschad                       | 0    | 0      | 1      | 1      |
| 14.   | Elfenbeinküste               | 0    | 0      | 1      | 1      |
| 14.   | Kap Verde                    | 0    | 0      | 1      | 1      |
| 14.   | Dschibuti                    | 0    | 0      | 1      | 1      |
| 14.   | Libyen                       | 0    | 0      | 1      | 1      |
| 14.   | Nigeria                      | 0    | 0      | 1      | 1      |
| 14.   | Sambia                       | 0    | 0      | 1      | 1      |